# Дом совы
«Дом совы» (англ. The Owl House) — американский мультсериал в жанре фэнтези производства Disney Television Animation. Сериал был создан Даной Террас, премьера состоялась на Disney Channel 10 января 2020 года. Мировая премьера состоялась 12 января 2020 года на канадском Disney Channel. В ноябре 2019 года, ещё до премьеры первого сезона, мультсериал был продлён на второй сезон. В мае 2021 года сериал был продлён на третий сезон, который должен был стать последним. В октябре 2021 года стало известно, что третий сезон был сокращён до трёх специальных эпизодов из-за несоответствия мультсериала бренду Disney. Премьера третьего сезона официально состоялась 15 октября 2022 года.

## Сюжет
Луз — девушка-подросток, которая любит фэнтэзи и увлекается необычными вещами, случайно находит портал в другой мир и попадает в Царство Демонов, расположенное на архипелаге Кипящие острова, возникшем из останков древнего погибшего Титана. Титан - магическое существо, и все жители Кипящих островов получили частицу его магии, с помощью которой могут колдовать.  В этом мире Луз знакомится с мятежной и свободолюбивой ведьмой Идой (с прозвищем «Совиная леди») и очаровательным маленьким демоном по имени Король. Несмотря на отсутствие врождённых магических способностей, Луз стремится осуществить свою мечту и стать ведьмой, для чего начинает обучение у Иды, проживая вместе с ней в «Доме совы», где в конечном итоге и обретает свою новую семью.
Второй сезон, непосредственно следующий за событиями финала первого сезона, повествует о главных героях, объединивших свои усилия, чтобы вернуть Луз в мир людей, помочь Иде противостоять её проклятию и выяснить правду о прошлом Короля, попутно сражаясь со злобным императором Белосом и его приспешниками, готовящимися к таинственному «Дню Единства».
В финале первого спецэпизода третьего сезона, действия которого происходят через несколько месяцев после событий второго сезона, Луз и её друзья отправляются спасать Кипящие острова от Белоса и непредсказуемого Коллекционера.

## Список серий
| Сезон | Серии | Серии | Даты показа     | Даты показа     |
| Сезон | Серии | Серии | Первая серия    | Последняя серия |
| ----- | ----- | ----- | --------------- | --------------- |
| 1     | 19    | 19    | 10 января 2020  | 29 августа 2020 |
| 2     | 21    | 21    | 12 июня 2021    | 28 мая 2022     |
| 3     | 3     | 3     | 15 октября 2022 | 8 апреля 2023   |

## Персонажи

### Главные герои
- Луз Носеда (англ. Luz Noceda, озвучивает Сара-Николь Роблес[17][18]) — главная героиня произведения. Четырнадцатилетняя девушка доминикано-американского происхождения,[19] увлечённая фэнтези и имеющая проблемы в коммуникации со сверстниками. После событий первой серии становится ученицей ведьмы Иды с целью овладеть магией. Она выясняет, что может пользоваться магией, рисуя руны, которые она видит в окружающей среде и в магических кругах, которые рисуют ведьмы, чтобы колдовать. Луз бисексуальна, на данный момент встречается с Эмити Блайт.
- Идалин «Ида» Клаторн (англ. Edalyn “Eda” Clathorne, озвучивает Уэнди Мэлик[1]) — самопровозглашенная самая могущественная ведьма Кипящих Островов, учительница Луз. Она разыскиваемая преступница за продажу человеческих артефактов, отказ от вступления в Ковен, воровство и т.д. Её прозвище "Совиная Леди" происходит из факта, что когда она была моложе, её прокляла неизвестная фигура (позже выясняется, что это была её старшая сестра Лилит), и теперь она превращается в совоподобного монстра. Проклятие можно удержать под контролем только при помощи ежедневного принятия эликсира, который стремительно теряет эффективность. Однако, после того как Лилит, разделяет с ней проклятие тот снова начинает действовать с первоначальной эффективностью. Позже научилась использовать проклятие во благо, превращаясь в гибридную форму гарпии. В отличие от ведьм, вступивших в Ковены (кроме Императорского Ковена), она может использовать все типы магии. Как и Луз, она хотела изучить все возможные типы магии, но не могла этого сделать из-за запрета на это школы. Чтобы противостоять этому, она использовала магию для создания секретного убежища, полного магических дверей для быстрого доступа в любую точку школы, и использовала их, чтобы изучать все типы магии, оставаясь не замеченной.
- Король (англ. King, озвучивает Алекс Хирш[1]) — небольшой пушистый демон, сожитель Иды. Сам себя называет Королём демонов. При первой встрече с Луз относится к ней пренебрежительно, но постепенно начинает обращаться с ней как с близкой подругой и даже иногда ведет себя рядом с ней как домашний питомец. Позже он признает, что начинает скучать по Луз, когда она надолго уходит, и сильно к ней привязался. В 16 серии 2 сезона становится известно, что он - последний титан.

### Второстепенные персонажи
- Эмити Блайт (англ. Amity Blight[1], озвучивает Мэй Уитман) — лучшая ученица «Школы Магов». В первых сериях являлась антагонисткой, однако впоследствии раскрывается её сюжетная линия, показывающая, что подобное враждебное поведение было вызвано давлением со стороны матери. В более поздних сериях переходит на сторону главных героев. Встречается с Луз. Имеет старшего брата и сестру. Мечтала вступить в Императорский ковен, однако в дальнейшем отказалась от этой идеи. Бывшая ученица экс-главы императорского ковена Лилит Клауторн, однако после серии "Кланференция", узнав, что та использовала её, потеряла уважение к наставнице.
- Уиллоу Парк (англ. Willow Park[1], озвучивает Тати Габриэль) — ученица «Школы Магов». Подруга Луз, Гуса и Эмити. Изначально Уиллоу была на курсе мерзопакостей по желанию её родителей, пока её не перевели на курс растительной магии. Она с детства была близкой подругой Эмити, но родители той не хотели, чтобы их семью ассоциировали с Уиллоу из-за её слабых магических навыков, поэтому заставили Эмити прекратить общение с подругой, пригрозив в противном случае сделать так, что Уиллоу не примут в школу. Позже, в серии "Забраться в голову Уиллоу" они мирятся.
- Август «Гус» Портер (англ. Augustus “Gus” Porter[1], озвучивает Исаак Райан Браун) — ученик «Школы Магов». Занимается на факультете иллюзии. Друг Луз, Уиллоу и Эмити. Изучает мир людей и является экс-главой клуба их фанатов.
- Сычик (англ. Hooty, озвучивает Алекс Хирш) — демон, являющийся отверстием в входной двери дома Идалин и фактически, самим домом. Выглядит как голова совы с коричневыми глазами и оранжевым клювом. Его имя образовано от английского «hoot», что на русском обозначает типичный звук совы «Уху/Ух». Во втором сезоне сильно сдружился с Лилит.
- Директор Рогач (англ. Principal Bump[1], озвучивает Бампер Робинсон) — директор Хексайда. На его голове сидит демон с рогами, который, как позже оказалось, является его талисманом. Слова Даны Террас в ответах на вопросы о втором сезоне — «У этого демона есть цель, но это всё, что я пока могу сказать».
- Лилит Клаторн (англ. Lilith Clawthorne, озвучивает Сисси Джонс) — сестра Иды и бывшая глава Императорского Ковена, из которого была изгнана в конце 1 сезона. Главная антагонистка первого сезона. После поселилась в Дом Идалин и помирилась со своей сестрой.
- Хантер (Охотник, Золотой страж; англ. Hunter, озвучивает Зено Робинсон) — был правой рукой императора Бэлоса и бывшим главой Императорского Ковена. Первоначально был изображён как антагонист. Хантер считал, что он является племянником Бэлоса, а потому помогал ему во всех его безумных планах. Но потом он узнал, что он всего лишь последняя версия клона Калеба — брата Бэлоса. После этого он покидает Императорский Ковен и ставит своей целью помочь остановить Бэлоса. Влюблен в Уиллоу.

### Антагонисты
- Император Бэлос (англ. Emperor Belos, озвучивает Мэттью Риз[20]) — правитель Кипящих Островов и создатель системы ковенов. В прошлом — человек по имени Филипп Виттебейн (англ. Philip Wittebane, озвучивает Алекс Лоутер[21]), который попал в Царство демонов много веков назад вместе со своим братом Калебом. Выросший во времена охоты на ведьм, Филипп с детства ненавидел магических созданий, в связи с чем убил своего брата, когда тот влюбился в ведьму Эвелин. После убийства брата, Филипп решил истребить всех ведьм на Кипящих Островах, для чего взял себе новое имя Бэлос и стал выдавать себя за могущественного колдуна, способного разговаривать с мёртвым Титаном, призывая всех жителей Кипящих Островов отказаться от дикой магии и вступить в придуманную им систему ковенов. Попутно он заключил сделку с могущественным существом Коллекционером, пообещав освободить его в обмен на помощь в вызове Иссушающего заклинания, способного убить всех ведьм, состоящих в каком-либо ковене. Для продления жизни Бэлос поглощал магию полисманов, что в конечном итоге превратило его в страшного монстра, состоящего из зелёной слизи.

## Производство

### Идея
Дана Террас начала вынашивать ранние идеи для мультсериала о девочке, которая хочет стать ведьмой, в конце 2016 года. Во время работы над «Утиными историями», Террас не чувствовала себя "художественно и эмоционально реализованной", поэтому она стала пересматривать свои студенческие проекты, тем самым заново открыв для себя творчество таких художников, как Иероним Босх и Ремедиос Варо, что вдохновило её на создание сериала для Disney с ярко выраженными сюрреалистическими визуальными элементами.
В 2018 году стало известно, что Дана Террас, раннее работавшая раскадровщиком мультсериала «Гравити Фолз», а затем режиссёром перезапуска «Утиных историй» 2017 года, станет создателем и исполнительным продюсером нового анимационного проекта «Дом совы» от Disney Television Animation. Производство сериала было запущено одновременно с «Амфибией» в 2018 году, и изначально выход планировался в 2019 году, однако в дальнейшем был отложен до 2020 года. Сама Террас стала четвёртой женщиной, создавшей сериал для Disney Television Animation, после Сью Роуз с «Пеппер Энн», Крис Ни с «Доктором Плюшева» и Дэрон Нефси со «Звёздной принцессой и силами зла».

### Работа над сериалом
По словам Даны Террас, общий лор мультсериала был вдохновлён картинами и сборниками рассказов Иеронима Босха, при этом сценаристы также черпали идеи из различных книг о колдовстве, чтобы сделать фантастический мир «Дома совы» более интересным. Помимо этого, большое влияние на сериал оказала японская франшиза Покемон. Сама Террас отмечала, что самым трудным решением при создании мультсериала был вопрос, стоит ли внедрять элементы потенциального лора в сюжет.
Ида была самым первым персонажем, созданным для шоу. Дана Террас сказала, что данный персонаж вдохновлён женщинами, которые сыграли ключевую роль в её воспитании — матерью, бабушкой и тётями. Вторым разработанным для «Дома совы» персонажем стал Король, которого Террас описала как "маленького парня, который хочет стать большим", так как подобные идеи были чем-то близки и самой создательнице сериала. Главная героиня произведения Лус стала одним из последних персонажей, добавленных в шоу. Она была вдохновлена консультантом и художником проекта Лус Батиста. Сама Батиста согласилась позволить Дане использовать её имя для данного персонажа лишь при условии, что героиня будет американкой доминиканского происхождения, на что Террас согласилась. Личность Лус была основана на рассказах о том, какими непростыми могут быть дети в средней школе, а также собственном детском опыте Даны. В создании персонажей в качестве творческого консультанта принимал участие также и Алекс Хирш, партнёр Террас и автор мультсериала «Гравити Фолз».
Алекс Хирш отмечал, что несмотря на обеспокоенность Disney Channel наличием в мультсериале потенциально пугающих элементов, Террас решила всё же оставить их в сюжете, утверждая, что бренд Disney должен включать в себя полный спектр эмоций. В свою очередь Дана сказала, что Disney позволил ей сделать больше, чем она рассчитывала изначально, а продюсеры проекта сами не хотят полностью убирать небольшие элементы хоррора из «Дома совы». По словам Террас, даже она в детстве «любила немного побояться», хотя непосредственно в мультсериале старалась сбалансировать пугающие сцены комедийными и душевными моментами. Что касается элементов колдовства, то создательница шоу описала наличие магии в сюжете как «обрамление для приземлённых эмоциональных историй», представленных в сериале.
Изначально мультсериал должен был быть более мрачным, так как Террас хотела создать продукт, ориентированный на более взрослую аудиторию, однако в первом сезоне Дане пришлось снизить уровень серьёзности происходящего в «Доме совы», тем самым найдя компромисс между её личными идеями и желаниями руководства Disney. Несмотря на это, создательница шоу была довольна итоговым вариантом. В то же время, второй сезон сериала по свой атмосфере был ближе к тому, что Террас задумывала изначально.
К марту 2020 году офисы Disney Television Animation были закрыты в связи с пандемией COVID-19, что вынудило команду проекта работать над вторым сезоном «Дома совы» удалённо из своих домов.

### Анимация
Мультсериал анимирован Rough Draft Korea, Sunmin Image Pictures и Sugarcube Animation. Террас сказала, что визуальный стиль проекта был вдохновлён картинами Ремедиос Варо, Йона Бауэра и Иеронима Босха, а также русской архитектурой. По состоянию на декабрь 2019 года над сериалом работало 120 человек, включая сотрудников анимационных студий, а также 50 человек состояло в команде пре-продакшена.
Спенсер Ван был супервайзером анимации в первом сезоне мультсериала. Изначально Disney не хотел, чтобы у проекта был собственный штатный аниматор, предполагая, что Ван не сможет успешно выполнять свои обязанности в условиях, когда существенная часть работы над сериалом проходит за пределами США. Однако в дальнейшем кандидатура Спенсера всё же была одобрена. Супервайзером анимации во втором сезоне стал Кофи Фиагом.
В качестве художественного руководителя проекта выступал Рики Комета. Комета впервые был вовлечён в работу над мультсериалом, ещё на этапе, когда Террас начинала создание пилотного эпизода, до того, как Disney окончательно утвердил запуск «Дома совы». Дана, являющаяся поклонницей и подругой Рики, обратилась к нему как к человеку, чей стиль она хорошо знала и чьи навыки могли позволить ей реализовать проект в том виде, в котором она и хотела. Сам Комета согласился работать над сериалом, так как его заинтересовала концепция мультфильма. Рики хотел показать "двойственность Царства Демонов и царства людей", а также выступал против того, чтобы все демоны в «Доме совы» имели устрашающую внешность, поскольку, по его мнению, они должны были воплощать обычных людей.
Террас отмечала, что разработка наряда Лус была довольно сложной задачей, так как создательница шоу не хотела, чтобы одежда главной героини выглядела слишком взрослой или чрезмерно нелепой. В итоге, финальный вариант наряда  для Лус придумал Комета, который постарался сделать её одежду не слишком выделяющейся, но при этом отдающей дань уважения его «коллегам-ботаникам».

### Музыка
19 июля 2019 года Террас объявила, что Т.Дж. Хилл станет автором музыки для мультсериала. 10 января 2020 года Хилл отметил, что в его композициях для «Дома совы» есть «интересные и экспериментальные звуки, которые он придумывал с огромным удовольствием». Во втором сезоне шоу обязанности композитора взял на себя Брэд Брик, раннее писавший музыку для таких проектов, как «Гравити Фолз» и «Звёздная принцесса и силы зла».

### Релиз
10 июня 2019 года премьера трейлера «Дома совы» состоялась во время фестиваля анимационных фильмов в Анси. Днём позже он был загружен на канал Disney Channel на YouTube.
Оригинальная последовательность наименований эпизодов шоу была показана 19 июля 2019 года во время San Diego Comic-Con 2019. Также 4 октября 2019 года на New York Comic Con 2019 был показан тизер и официальные титры мультсериала. Оригинальная последовательность наименований эпизодов второго сезона и его трейлер были представлены 17 мая и 3 июня 2021 года соответственно.

## Отзывы
Мультсериал «Дом совы» получил положительные отклики критиков. Эмили Эшби из Common Sense Media сказала, что объединение различных элементов делает сериал необычным и приятным. Также в отзывы был отмечен сценарий и анимация: «(сериал), вероятно, вы захотите посмотреть вместе со своими старшими детьми и подростками, что даст вам возможность обсудить подобные темы по мере их появления» Критик LaughingPlace.com отметил уникальную рисовку и озвучку мультсериала: «Сцены прекрасно сочетаются друг с другом, а разнообразие в их подаче демонстрирует уникальные роли персонажей в царстве демонов». Дэйв Трумбур из Collider дал первому эпизоду сериала 4-х звёздочный рейтинг, посчитав, что эпизод имеет «мрачный, но в то же время комический оттенок».

### ЛГБТ+ в «Доме совы»
Мультсериал «Дом совы» получил смешанную оценку за изображение ЛГБТ-отношений между ключевыми персонажами проекта, Луз Носеды и Эмити Блайт, инициатором добавления которых выступила сама Дана, а также включение в сюжет второго сезона небинарного персонажа Рейна Уисперса. Такие новостные издание как CNN и Deadline высказались в поддержку подобных образов, в то время как более консервативные сайты, например, One Million Moms, выразили противоположное мнение, осудив Disney за включение в сериал ЛГБТ-тематики.
Сама Террас, активно использовавшая Twitter для подтверждения ЛГБТ-идентичности части персонажей «Дома совы», отметила, что хотя Disney изначально выступал против изображения в мультсериале гомосексуальных отношений, ей в конце концов удалось заручиться поддержкой компании, добившись этого, как считает создательница шоу, благодаря собственному «упрямству». В 2021 году Дана сказала Vanity Fair, что уже во время разработки сериала она открыто говорила о желании сделать главную героиню Лус бисексуалкой, а также включить в проект других ЛГБТ-персонажей. На это в руководстве Disney ответили, что она не может «ввести какую бы то ни было гомосексуальную сюжетную линию среди главных героев». В свою очередь, Террас «позволила себе разозлиться, вспылить и выбежать из помещения», оправдывая это тем, что «жизнь слишком коротка, и нет времени на трусость», а также выразив готовность искать другие способы реализации своей идеи, если это потребуется. Через несколько недель её условия были удовлетворены, и с тех пор она отмечала лишь хорошую поддержку со стороны студии.

### Награды и номинации
| Год  | Награда                  | Категория                                         | Номинант                                                | Результат | Ист.   |
| ---- | ------------------------ | ------------------------------------------------- | ------------------------------------------------------- | --------- | ------ |
| 2020 | Autostraddle TV Awards   | Выдающийся мультсериал                            | Дом совы                                                | Номинация | [ 56 ] |
| 2021 | GLAAD Media Awards       | Выдающиеся детские и семейные программы           | Дом совы                                                | Номинация | [ 57 ] |
| 2021 | Премия «Энни»            | Лучший дизайн персонажа                           | Марина Гарднер (за серию «Молодая кровь — старая душа») | Номинация | [ 58 ] |
| 2021 | Премия Пибоди            | Детские и молодёжные программы                    | Дом совы                                                | Победа    | [ 59 ] |
| 2021 | 48th Daytime Emmy Awards | Выдающееся шоу для дневной анимационной программы | Дом совы                                                | Номинация | [ 60 ] |
| 2021 | Imagen Awards            | Лучший актер озвучивания (Телевидение)            | Сара-Николь Роблес                                      | Номинация | [ 61 ] |
| 2021 | Autostraddle TV Awards   | Выдающийся мультсериал                            | Дом совы                                                | Номинация | [ 62 ] |
| 2022 | GLAAD Media Awards       | Выдающиеся детские и семейные программы           | Дом совы                                                | Номинация | [ 63 ] |
| 2022 | BMI Film & TV Awards     | BMI Cable Television Awards                       | Ти Джей Хилл                                            | Победа    | [ 64 ] |
| 2022 | Autostraddle TV Awards   | Выдающийся ЛГБТ+ Режиссер / Сценарист / Шоураннер | Дана Террас                                             | Номинация | [ 65 ] |
| 2022 | Autostraddle TV Awards   | Выдающийся мультсериал                            | Дом совы                                                | Победа    | [ 65 ] |
| 2022 | Imagen Awards            | Лучший актер озвучивания (Телевидение)            | Сара-Николь Роблес                                      | Номинация | [ 66 ] |
| 2022 | Imagen Awards            | Лучшая молодежная программа                       | Дом совы                                                | Номинация | [ 66 ] |